# Шроцберг
Шроцберг (нім. Schrozberg) — місто в Німеччині, знаходиться в землі Баден-Вюртемберг. Підпорядковується адміністративному округу Штутгарт. Входить до складу району Швебіш-Галль.
Площа — 105,21 км2. Населення становить 5797 ос. (станом на 31 грудня 2020). Офіційний код - 08 1 27 075 .

## Галерея

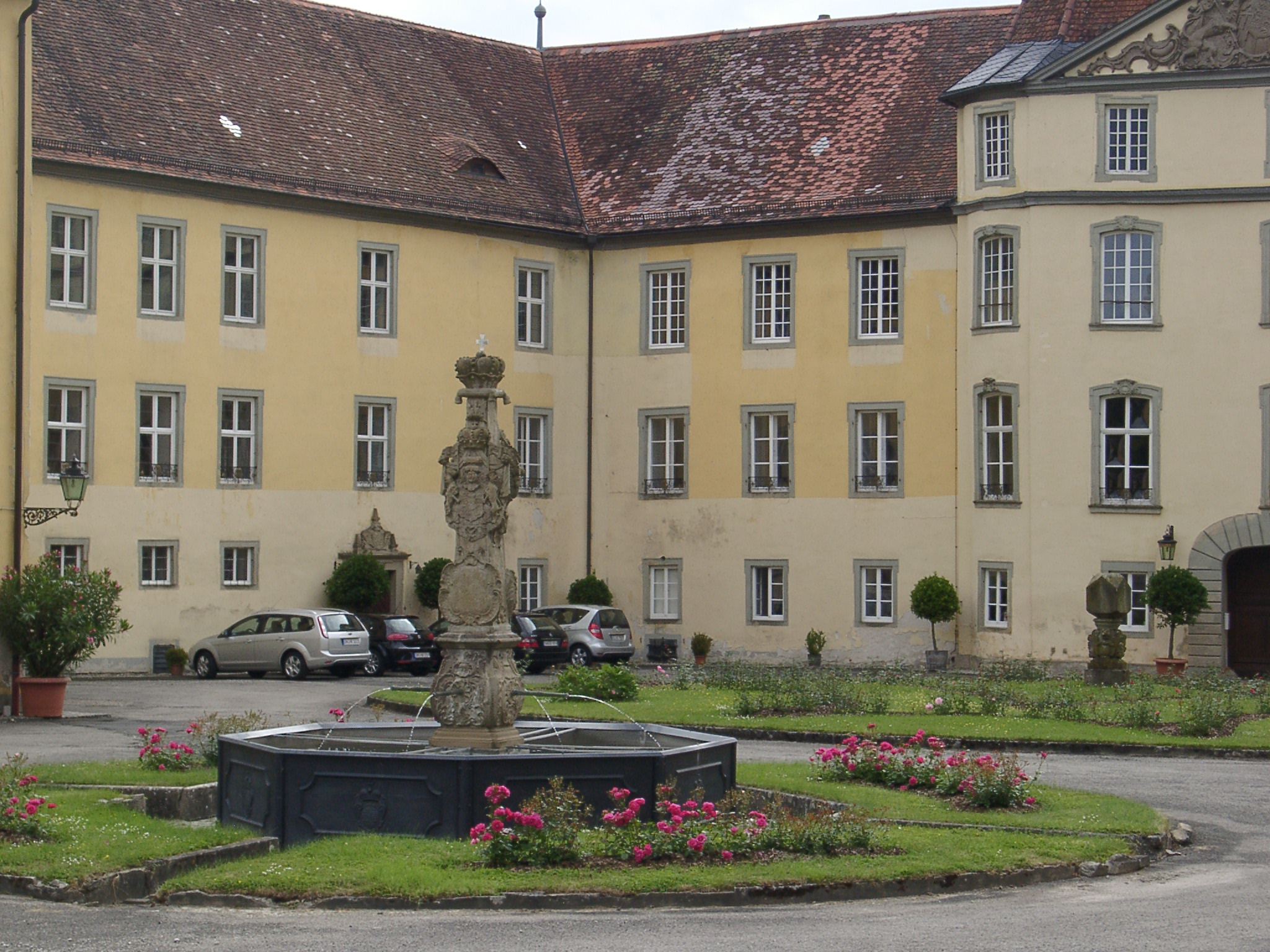
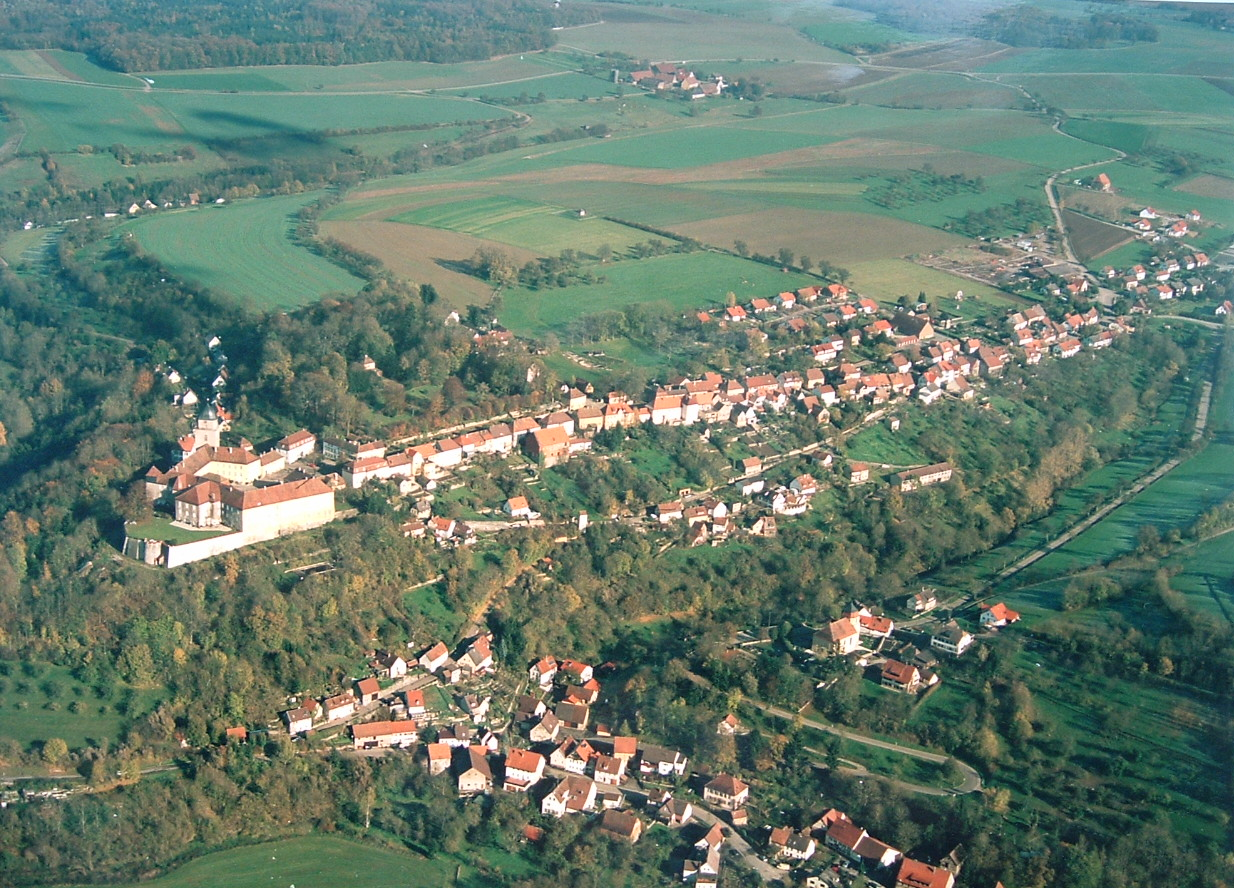
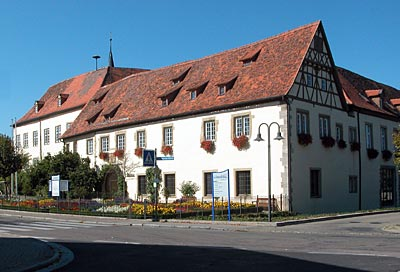
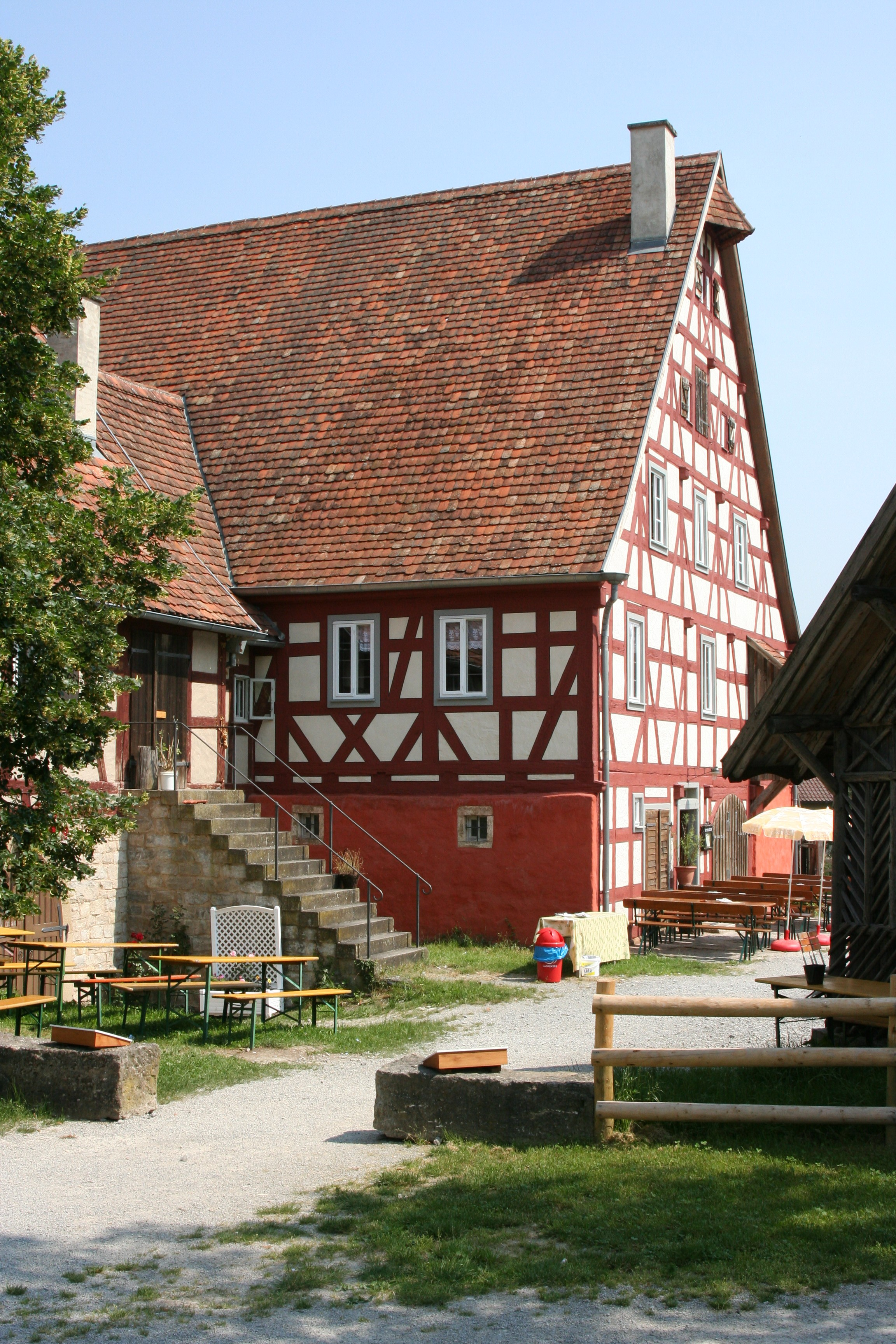
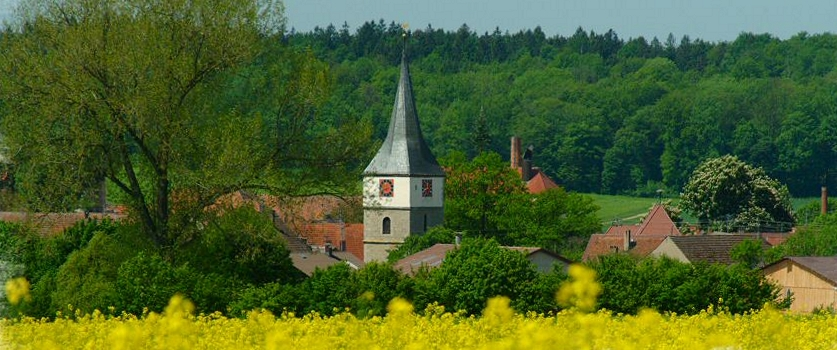
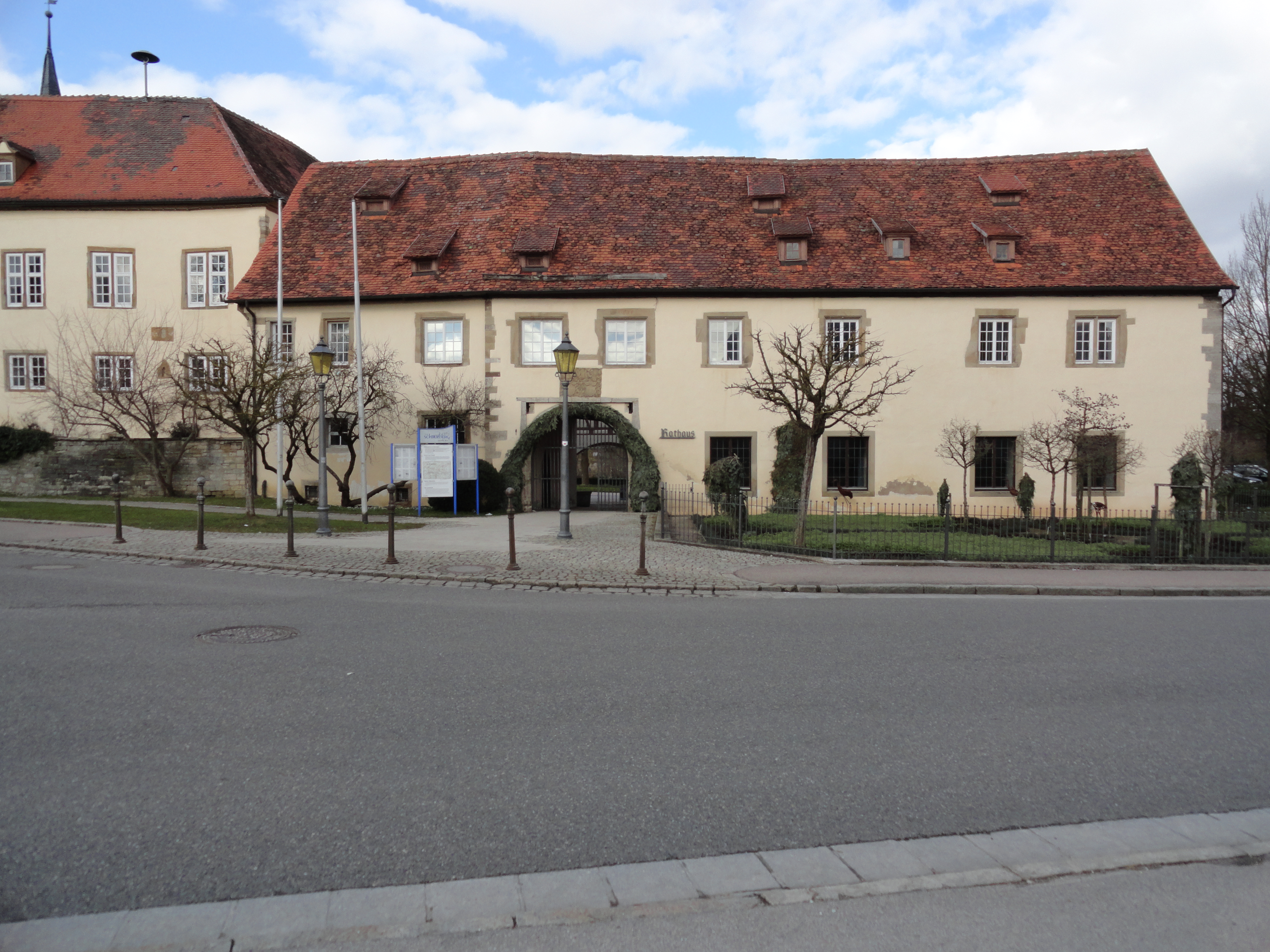